# Planktomya henseni
Planktomya henseni is een tweekleppigensoort uit de familie van de Lasaeidae. De wetenschappelijke naam van de soort is voor het eerst geldig gepubliceerd in 1896 door Simroth.